# Vaccinuri antrax
Vaccinurile împotriva antraxului animalelor și bolilor umane - cauzate de bacteria Bacillus anthracis - au avut un loc proeminent în istoria medicinei, de la lucrarea de pionierat a lui Pasteur din secolul al XIX-lea cu bovine (primul vaccin bacterian eficient și al doilea vaccin eficient vreodată) utilizarea controversată de la sfârșitul secolului al XX-lea a unui produs modern pentru a proteja trupele americane împotriva utilizării antraxului în războiul biologic. Vaccinurile antrax umane au fost dezvoltate de Uniunea Sovietică la sfârșitul anilor 1930 și în SUA și Marea Britanie în anii 1950. Vaccinul actual aprobat de Food and Drug Administration (FDA) a fost formulat în anii 1960.

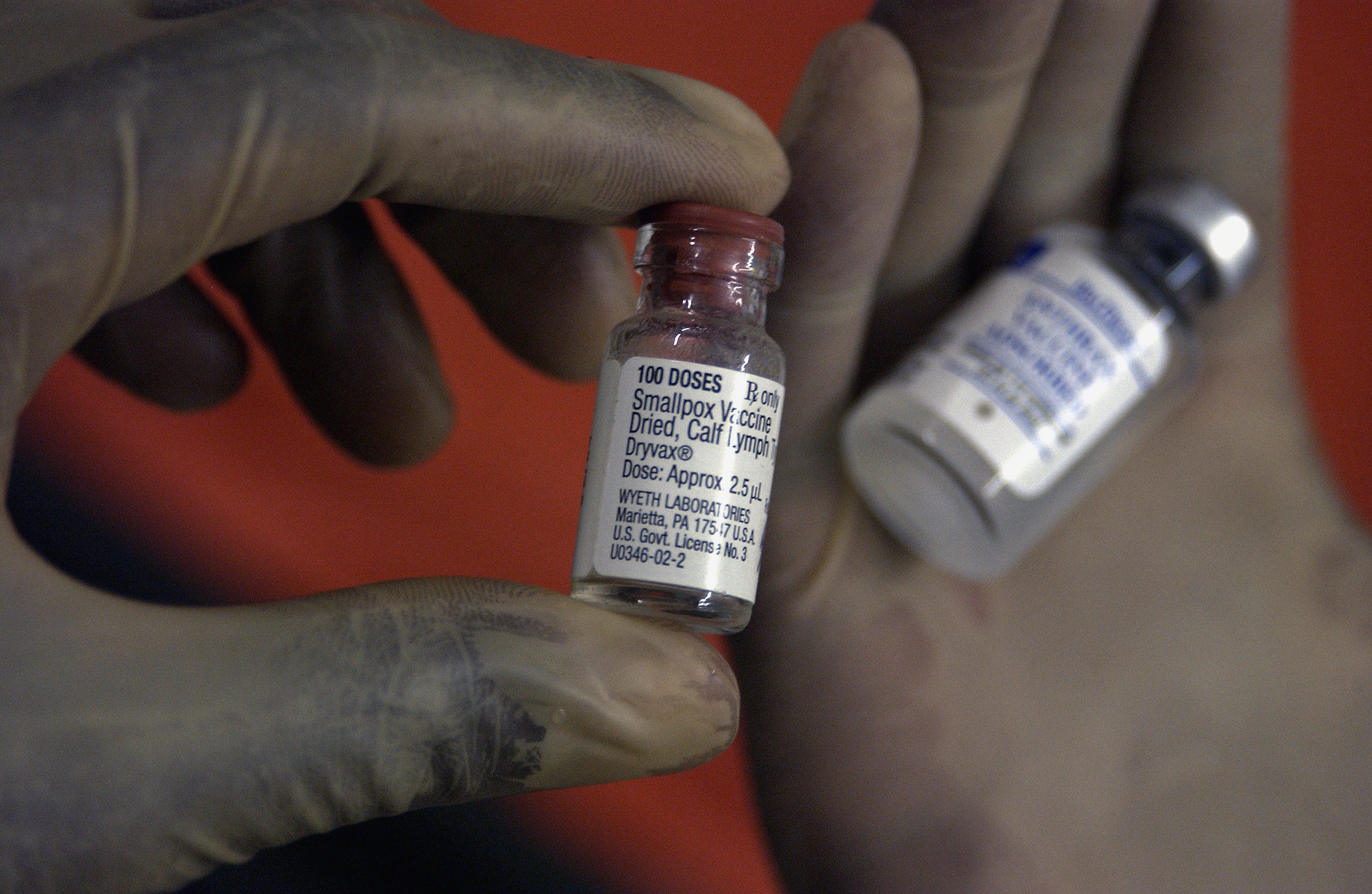
Flacoane de vaccinuri antrax și variolă

Vaccinurile antrax umane administrate în prezent includ soiuri acelulare (SUA, Marea Britanie) și spori vii (Rusia). Toate vaccinurile antrax utilizate în prezent prezintă o reactogenitate locală și generală considerabilă (eritem, indurație, durere, febră) și reacții adverse grave apar la aproximativ 1% dintre destinatari. Noile vaccinuri de generația a treia cercetate includ vaccinuri atenuate recombinate și vaccinuri recombinante subunitare.